# Памятник А. А. Фету (Орёл)
Памятник А. А. Фету — памятник русскому поэту, уроженцу Орловской губернии.

## Описание
Афанасий Афанасьевич Фет родился в усадьбе Новосёлки Мценского уезда Орловской губернии. Окончил словесное отделение философского факультета Московского университета. Первый сборник его стихотворений «Лирический Пантеон» вышел в 1840 году. С 1845 по 1858 год поэт состоял на военной службе. После выхода в отставку жил в Москве и занимался литературным творчеством. Умер Афанасий Фет в 1892 году в Москве. Похоронен в имении в селе Клеймёново Орловской области.
25 мая 1997 года в Орле на улице Салтыкова-Щедрина около Дома писателей был открыт памятник поэту — на гранитном постаменте поясной бронзовый бюст. Автором проекта является народный художник России, академик Российской академии художеств скульптор Н. А. Иванов. Работа выполнена в стиле станкового искусства.